# Vladímir Radmanović
Vladimir Radmanović (en serbio cirílico: Владимир Радмановић) nació el 19 de noviembre de 1980 en Trebinje, Yugoslavia (hoy Bosnia Herzegovina), pero tiene la nacionalidad serbia, es un exjugador de baloncesto serbio que jugó durante 12 temporadas en la NBA. Mide 2,08 metros de altura y jugaba de alero.

## Trayectoria deportiva

### Inicios
Radmanović jugó en su juventud en el modesto equipo del KK Zeleznik, antes de dar el paso a uno de los grandes de la liga serbia, el Estrella Roja de Belgrado. Allí permaneció hasta 2001, fecha en la que fue elegido en el Draft de la NBA.

### NBA
Fue elegido en la duodécima posición del Draft de la NBA de 2001 por los Seattle Supersonics. Tras promediar 6,7 puntos y 3,8 rebotes por partido, fue incluido en el segundo mejor quinteto de rookies del año. Las cuatro siguientes temporadas también las jugaría con los Sonics, donde su progresión fue evidente, llegando prácticamente a duplicar las cifras de su año de novato. Llegó a ser candidato al premio al Jugador Más Mejorado en 2004, tras promediar más de 12 puntos jugando como sexto hombre. El 26 de enero de 2005 anotó 8 triples contra Los Angeles Lakers, el máximo de su carrera.
Después de expresar su frustración por no conseguir el puesto de titular en Seattle, el 14 de febrero de 2006, fue traspasado a Los Angeles Clippers a cambio de Chris Wilcox, donde hizo un gran final de temporada, consiguiendo sus mejores resultados en rebotes y asistencias, así como un gran porcentaje del 41,8% en tiros de tres puntos. 
En julio de 2006, aceptó un contrato de 31 millones de dólares por 5 años con los Lakers, a pesar de que los Clippers igualaban esa oferta, fue persuadido para unirse al principal equipo de la ciudad por Kobe Bryant, Phil Jackson, Magic Johnson y su buen amigo Vlade Divac.
Durante el descanso del All-Star Weekend de esa temporada, se presentó con una lesión en el hombro, diciendo que se lo había hecho al caerse en una placa de hielo en Utah, lo que le provocó 8 semanas de inactividad. Pero poco después reveló que la lesión realmente se había producido haciendo snowboard, por lo cual fue duramente multado por el club, al practicar actividades peligrosas. De todas formas, acabó la temporada promediando 6,6 puntos y 3,3 rebotes por partido.
El 7 de febrero de 2009 fue traspasado a Charlotte Bobcats a cambio de Adam Morrison y Shannon Brown.
El 16 de noviembre de 2009, Radmanovic fue traspasado a Golden State Warriors junto con Raja Bell  a cambio de Stephen Jackson y Acie Law.
El 9 de diciembre de 2011 firmó un contrato con Atlanta Hawks.
El 19 de julio de 2012, Radmanović firmó un contrato de un año con Chicago Bulls.
Tras esa última temporada en Chicago, Radmanović anunció su retirada en octubre de 2013.

## Estadísticas de su carrera en la NBA

### Temporada regular
| Año     | Equipo        | PJ  | PT  | MPP  | %TC  | %3P  | %TL  | RPP | APP | ROB | TPP | PPP  |
| ------- | ------------- | --- | --- | ---- | ---- | ---- | ---- | --- | --- | --- | --- | ---- |
| 2001–02 | Seattle       | 61  | 16  | 20.2 | .412 | .420 | .681 | 3.8 | 1.3 | .9  | .4  | 6.7  |
| 2002–03 | Seattle       | 72  | 16  | 26.5 | .410 | .355 | .706 | 4.5 | 1.3 | .9  | .3  | 10.1 |
| 2003–04 | Seattle       | 77  | 38  | 30.1 | .425 | .371 | .748 | 5.3 | 1.8 | 1.0 | .6  | 12.0 |
| 2004–05 | Seattle       | 63  | 0   | 29.5 | .409 | .389 | .786 | 4.6 | 1.4 | .9  | .5  | 11.8 |
| 2005–06 | Seattle       | 47  | 16  | 23.2 | .401 | .367 | .887 | 4.0 | 1.5 | .7  | .3  | 9.3  |
| 2005–06 | L.A. Clippers | 30  | 11  | 29.5 | .417 | .418 | .731 | 5.7 | 2.1 | 1.0 | .5  | 10.7 |
| 2006–07 | L.A. Lakers   | 55  | 15  | 17.9 | .424 | .339 | .726 | 3.3 | 1.2 | .4  | .3  | 6.6  |
| 2007–08 | L.A. Lakers   | 65  | 41  | 22.8 | .453 | .406 | .800 | 3.3 | 1.9 | .7  | .2  | 8.4  |
| 2008–09 | L.A. Lakers   | 46  | 28  | 16.8 | .444 | .441 | .852 | 2.5 | .8  | .6  | .2  | 5.9  |
| 2008–09 | Charlotte     | 32  | 3   | 21.1 | .401 | .357 | .645 | 3.3 | 1.3 | .6  | .2  | 8.3  |
| 2009–10 | Charlotte     | 8   | 0   | 16.6 | .333 | .318 | .667 | 3.6 | .9  | .4  | .1  | 4.9  |
| 2009–10 | Golden State  | 33  | 20  | 23.0 | .385 | .267 | .762 | 4.5 | 1.2 | .8  | .2  | 6.6  |
| 2010-11 | Golden State  | 74  | 6   | 15.8 | .431 | .405 | .882 | 2.9 | 1.1 | .6  | .6  | 5.1  |
| 2011-12 | Atlanta       | 49  | 3   | 15.4 | .376 | .370 | .759 | 2.9 | 1.1 | .4  | .3  | 4.5  |
| 2012-13 | Chicago       | 25  | 0   | 5.8  | .302 | .185 | .667 | 1.1 | .3  | .3  | .2  | 1.3  |
| Total   | Total         | 737 | 213 | 21.9 | .415 | .378 | .758 | 3.8 | 1.4 | .7  | .4  | 8.0  |

#### Playoffs
| Año   | Equipo        | PJ | PT | MPP  | %TC   | %3P   | %TL   | RPP | APP | ROB | TPP | PPP |
| ----- | ------------- | -- | -- | ---- | ----- | ----- | ----- | --- | --- | --- | --- | --- |
| 2002  | Seattle       | 5  | 2  | 22.6 | .438  | .538  | 1.000 | 3.6 | 1.0 | .2  | .2  | 7.6 |
| 2005  | Seattle       | 6  | 0  | 20.3 | .371  | .238  | .500  | 3.0 | .5  | .7  | .5  | 5.3 |
| 2006  | L.A. Clippers | 12 | 2  | 20.5 | .470  | .463  | .696  | 4.0 | 1.1 | .6  | .5  | 8.1 |
| 2008  | L.A. Lakers   | 21 | 21 | 22.9 | .444  | .372  | .833  | 3.8 | 1.5 | .6  | .0  | 8.0 |
| 2012  | Atlanta       | 2  | 0  | 7.5  | .000  | .000  | .000  | .5  | .5  | .0  | .0  | .0  |
| 2013  | Chicago       | 1  | 0  | 10.0 | 1.000 | 1.000 | .000  | .0  | 1.0 | 2.0 | .0  | 9.0 |
| Total | Total         | 47 | 25 | 21.0 | .440  | .396  | .735  | 3.5 | 1.1 | .6  | .2  | 7.3 |

## Vida personal
Hijo de Stevan, coronel del Ejército Popular Yugoslavo (JNA), y Andjelka Radmanovic, tiene una hermana mayor llamada Tatjana. 
Vladimir Nació en Trebinje (Yugoslavia), donde estaba destinado du padre, pero su familia proviene de Zadar, una ciudad costera de Dalmacia en Croacia. Radmanović creció en varias ciudades debido a la profesión de su padre. También jugó al fútbol durante su infancia.